# Katharina Johanna Ferner
Katharina Johanna Ferner (* 1991 in Salzburg) ist eine österreichische Schriftstellerin und Redakteurin.

## Ausbildung
Katharina Johanna Ferner hat an der Universität Wien ihr Slawistik-Studium mit Schwerpunkt Russisch mit dem Bachelor abgeschlossen. Nun arbeitet sie an ihrem Master im Fach Deutsch als Fremdsprache bzw. Zweitsprache.

## Schriftstellerin
Seit 2009 lebt und schreibt Ferner in Wien literarische Texte und Rezensionen für das Österreichische Bibliothekswerk.
Sie veröffentlichte Prosatexte und Gedichte in Literaturzeitschriften wie SIGNUM, Miromente und in den Freiberger Leseheften. Außerdem ist sie Autorin und Redakteurin bei der Literaturzeitschrift & Radieschen und arbeitet im Redaktionsteam der österreichischen Dialektzeitschrift Morgenstean mit.
Als einer der ersten Autoren erhielt sie in Salzburg den seit 2009 ausgelobten Preis Wir lesen uns die Münder wund. Ihr Text Familienzeit wurde daraufhin in der Anthologie Jetzt! veröffentlicht. Auch im Rahmen der Preisverleihung des Landschreiber-Wettbewerbs 2017 wurde ihr Text in der Anthologie Sprache macht mobil veröffentlicht. Ferner arbeitet mit im Verein Österreichische DialektautorInnen und -archive (Ö.D.A.).
Ihr neuester Roman Der Anbeginn ist 2020 erschienen.

## Publikationen

### Romane und Gedichte
- Wie Anatolij Petrowitsch Moskau den Rücken kehrte und beinahe eine Revolution auslöste. Roman. Wortreich, Wien 2015, ISBN 978-3-9503991-9-6, S. 160.
- nur einmal fliegenpilz zum frühstück: Gedichte. Limbus Verlag, Innsbruck; Wien 2019, ISBN 978-3-99039-143-3, S. 94.
- Der Anbeginn. Limbus-Verlag, Innsbruck 2020, ISBN 978-3-99039-184-6, S. 224.
- krötentage: Gedichte. Limbus-Verlag, Innsbruck 2022, ISBN 978-3-99039-219-5, S. 92.

### Anthologien mit Texten von Katharina Johanna Ferner
- Marco Frohberger (Hrsg.): Jetzt!. Anthologie. Text von Ferner: Familienzeit. Dielmann, Frankfurt, M. 2010, ISBN 978-3-86638-147-6, S. 175.[2]
- Klaus Siewert (Hrsg.): Sprache macht mobil! : Texte der Gewinnerinnen und Gewinner des 6. Landschreiber-Literaturpreises „Sprache und Mobilität“. Konferenzschrift, 2019, Münster (West). Anthologie. Verlag Auf der Warft, Hamburg; Münster 2018, ISBN 978-3-947218-06-6, S. 92.

## Auszeichnungen
- 2009 Salzburger Preis Wir lesen uns die Münder wund
- 2015 Finalistin für den Literaturpreis Wartholz
- 2017 Bernd Hecktor-Preis für Mundart im Rahmen des Landschreiber-Wettbewerbs zum Thema Sprache und Mobilität
- 2017 Stadtschreiberin in Hausach[3][5]
- 2019 Lyrik-Stipendiatin im Stuttgarter Schriftstellerhaus[4]
- 2021: Einladung zum Ingeborg-Bachmann-Wettbewerb durch Brigitte Schwens-Harrant[6]